# Thuburbo Maius

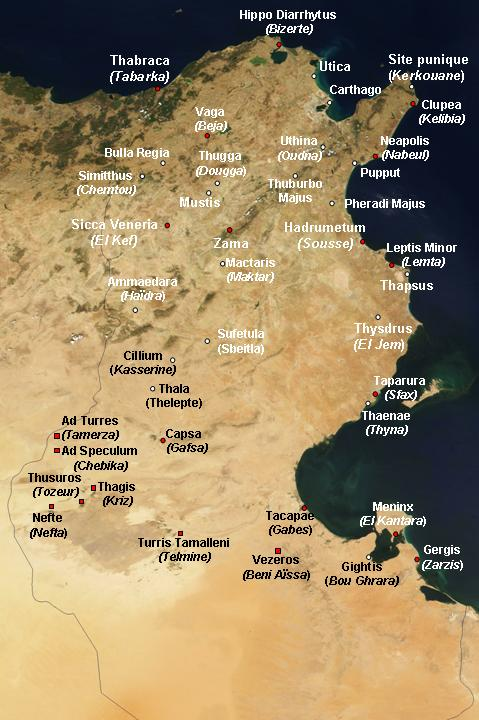
Situación de Thuburbo Maius

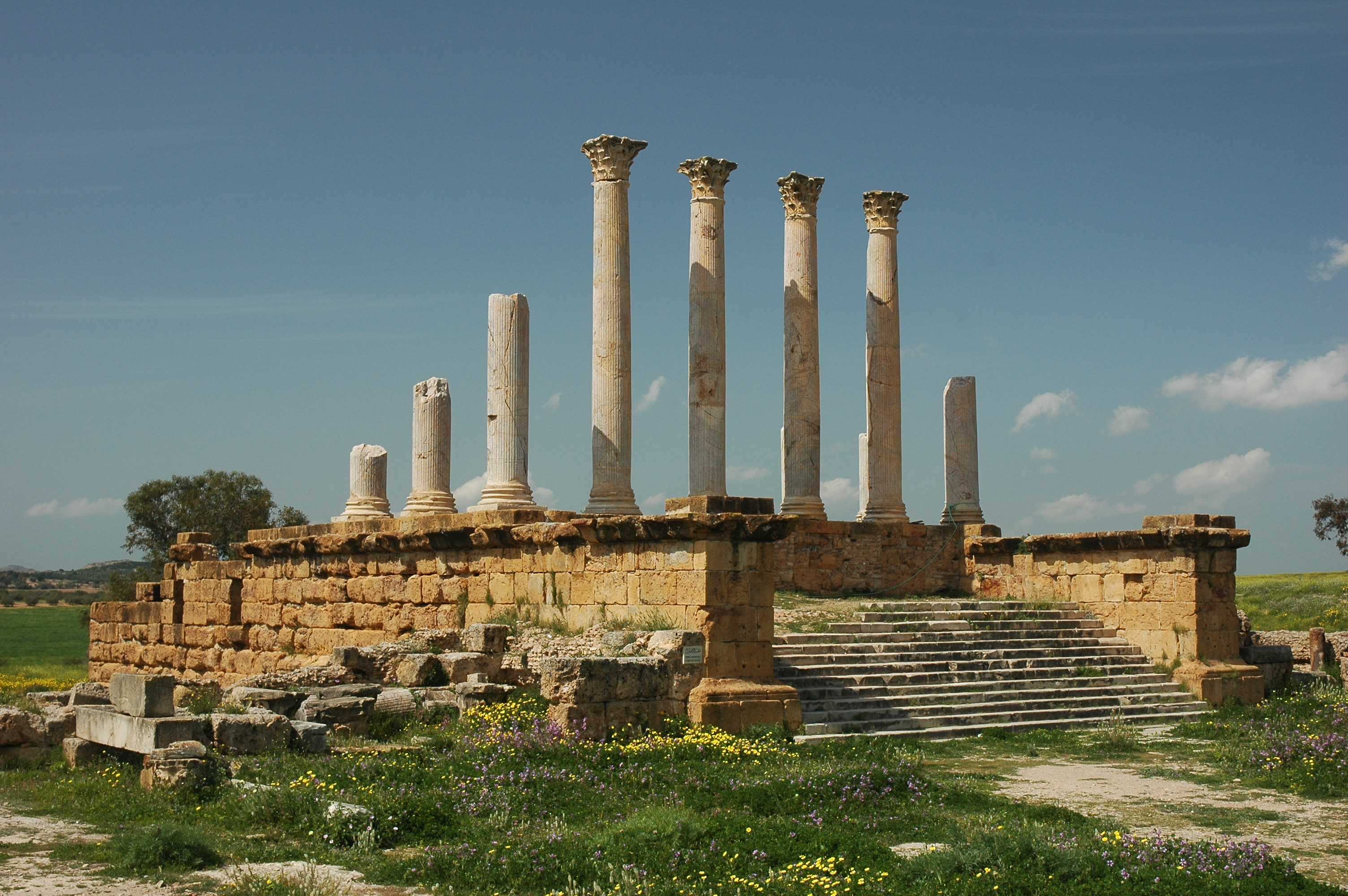
Ruinas del Capitolio.

Plano del yacimiento

Thuburbo Maius fue una ciudad romana situada en el norte de Túnez. Estaba a unos 60 km de Cartago, la gran metrópolis romana del norte de África, en una vía de comunicación que conectaba las más importantes ciudades romanas del norte de África. Partes de estas carreteras o calzadas han desaparecido en la actualidad, pero todavía se conservan restos.

## Historia
Thuburbo Maius, también llamada Colonia Julia Aurelia Commoda, fue en su origen un pueblo cartaginés que fue ocupada por los soldados veteranos de Augusto en el 27 a. C., siendo enviados por el propio emperador a poblar esta zona, al igual que hizo con otras ciudades, para que tuvieran tierras y un modo de vida después de su retirada del ejército. La ciudad estaba situada en un lugar estratégico donde pasaban las principales vías comerciales. En la actualidad, las ruinas se localizan en medio del campo sin ningún núcleo de población alrededor.
En el 128, durante el mandato del emperador Adriano, la ciudad adquiere el rango de municipio romano, lo que nos indica que en esta fecha la ciudad alcanzó un elevado grado de romanización. La población alcanzó su esplendor del año 150 - 250 d. C. La prosperidad de la ciudad se debía a su punto clave entre el comercio de las zonas costeras e interiores de la región. Según algunos estudios, en su época de apogeo, la ciudad contaba entre 7000 y 12.000 habitantes. El emperador Cómodo renombró a la ciudad como Colonia Julia Aurelia Commoda, y le dio el estatuto de colonia romana en el año 188. Esta riqueza permitió a la ciudad construir importantes edificios.
La ciudad empezó su declive en el siglo III d. C. El emperador Constantino I (emperador) intentó revitalizar la ciudad que en esta época contaba con 1000 habitantes y la renombró como Res Publica Felix Thuburbo Maius. La ciudad parece haberse revitalizado durante la época del emperador Constancio II, como demuestra las reconstrucciones que se hicieron de edificios y en especial la construcción de las termas.
Durante la antigüedad tardía la ciudad tiene que hacer frente a diversas catástrofes como las invasiones vándalas y a un terremoto que dañó terriblemente la población. Su desaparición se puede relacionar con la pandemía denominada, plaga de justiniano y que devastó el mediterráneo a partir del año 541 y a las posteriores invasiones árabes.
La ciudad se convirtió en un obispado durante el cristianismo del que se conocen cuatro obispos: Sedato que participó en el Concilio de Cartago durante el año 256, Fausto que participó en el Concilio de Arlés durante el año 314, Cipriano que se opuso al donatista Rufino y participó en un concilio de las iglesias de Cartago en el 412 y Benenato que fue perseguido durante el reinado del rey Hunerico en el año 484. En la actualidad, la iglesia católica tiene un obispo epónimo.

## Yacimiento y edificios
Fue el arqueólogo francés Charles-Joseph Tissot, quién redescubrió la ciudad. Las excavaciones modernas de la ciudad empiezan en 1912 y en 1930 bajo el impulso de Louis Poinssot y se prolongaron hasta 1957. Las excavaciones y descubrimientos más importantes se produjeron entre 1912 a 1936. No obstante todavía quedan muchos lugares sin investigar siendo uno de los lugares más interesantes del antiguo Túnez romano. El aspecto más visible del yacimiento es el Capitolio. Los templos fueron transformado en época romana.

### Edificios religiosos

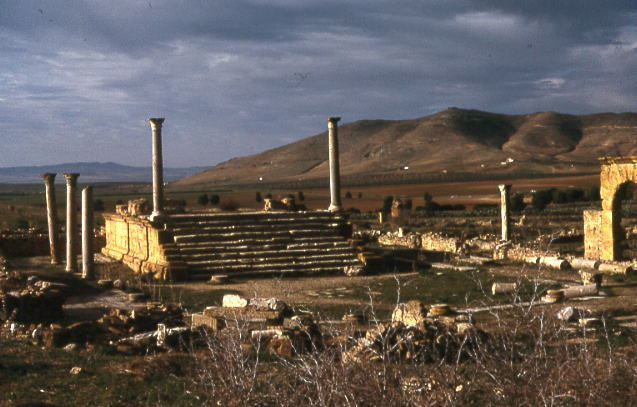
Templo de Juno Caelestis

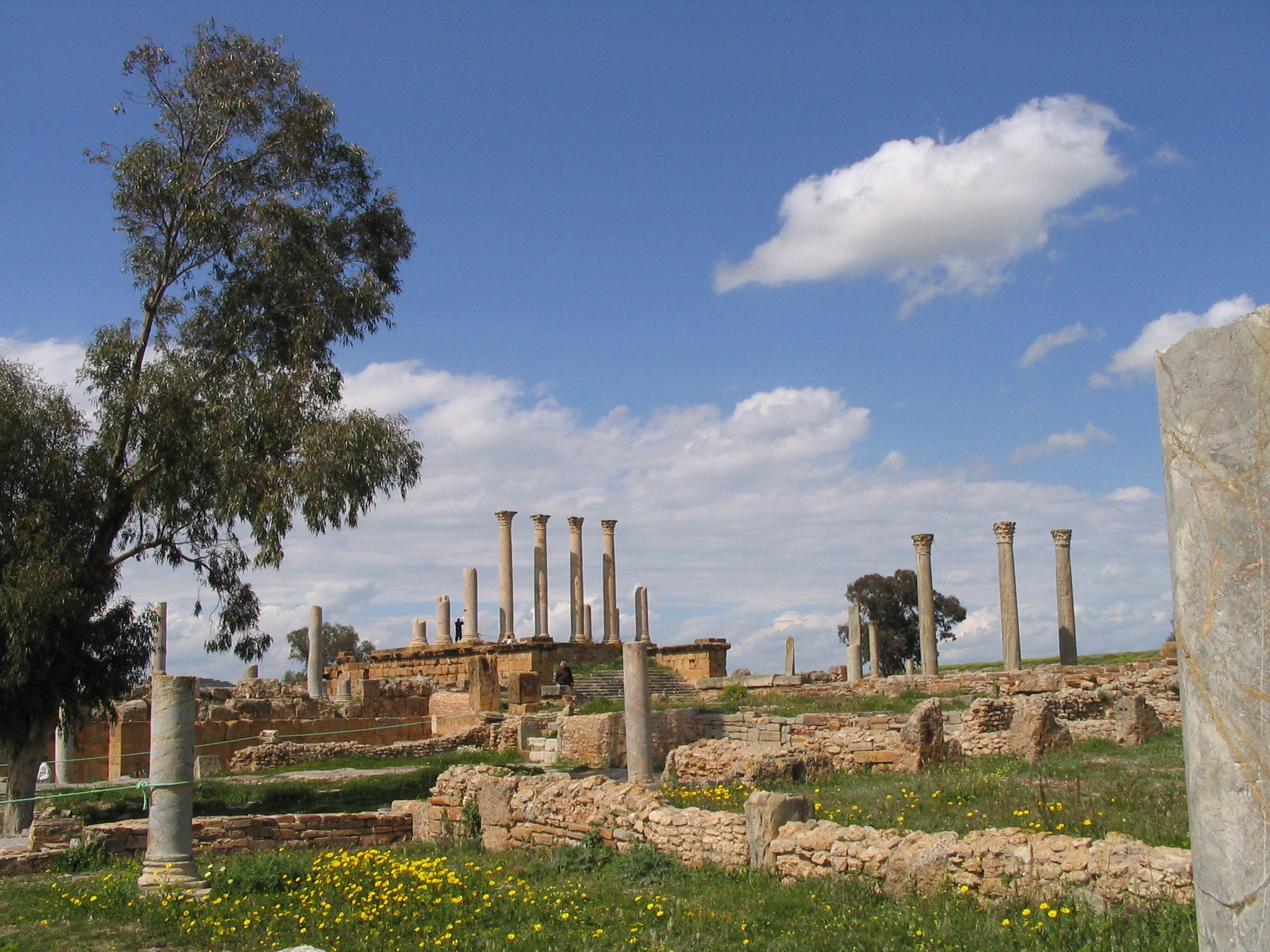
Vista del Capitolio

El Capitolio fue construido en el año 168, hoy en día perviven cuatro columnas de orden corintio de 8,50 metros de altura, de las seis que componían la fachada principal. Su construcción se asemeja al Capitolio de Dougga,. También hay que destacar el templo de Mercurio (mitología) consagrado en el año 211, situado al noroeste de la ciudad y compuesto por un peristilo circular de ocho columnas. Su proximidad cerca del foro, sigue las prescripciones del arquitecto Vitrubio.
También hay que destacar dos santuarios consagrados a Saturno (mitología), que siguen un esquema oriental y que serían construidos entre el siglo II - siglo I a. C. Los santuarios, y los templos serían reutilizados a partir del siglo IV d. C., como iglesias.

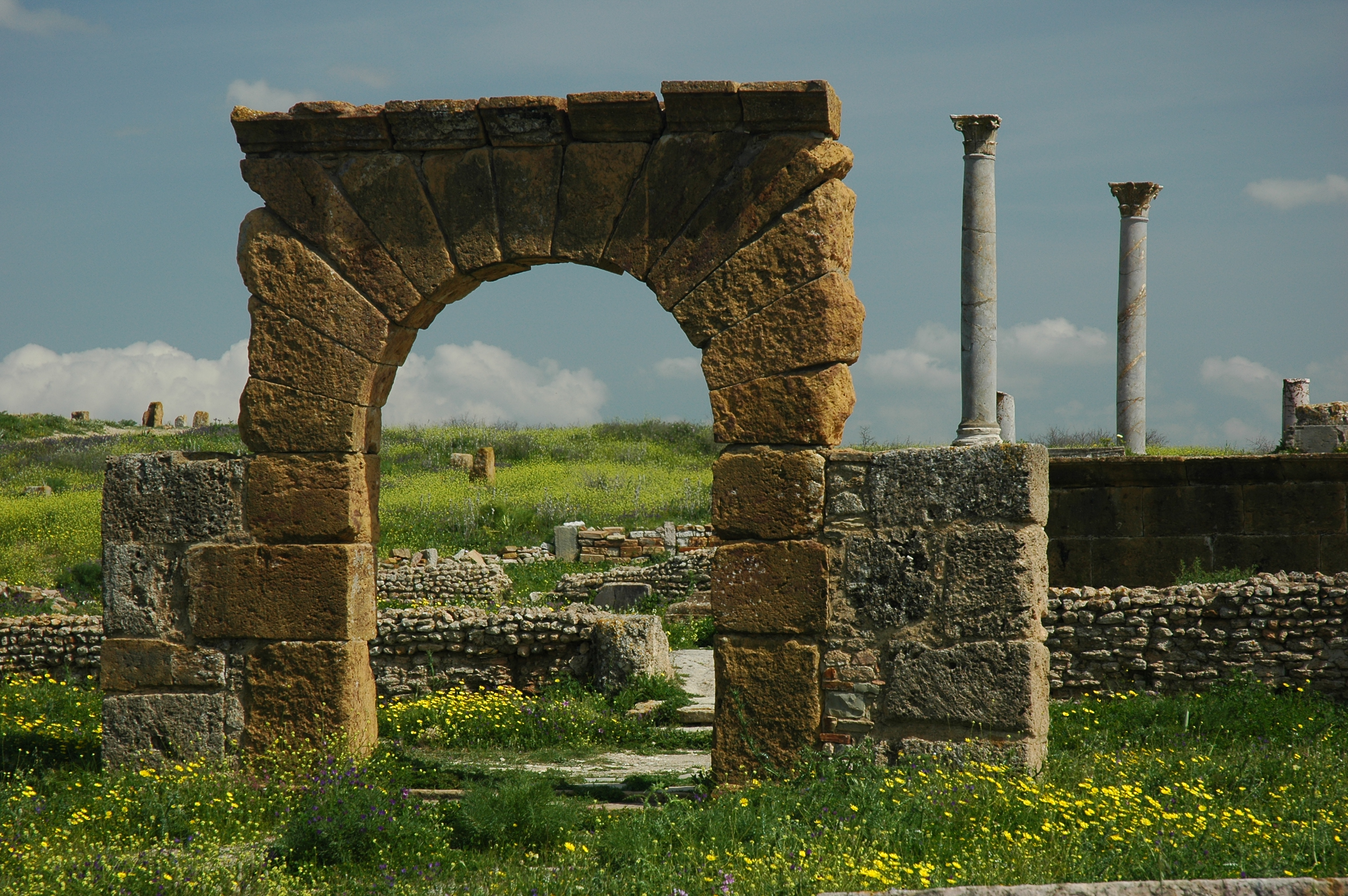
Templo de Balaat

### Edificios Civiles
La ciudad contaba con un foro romano rodeado por un peristilo, con un tamaño de 55 metros de lado, construido en el siglo II y restaurado en el siglo IV, tres de sus lados estaban rodeados por pórticos y el otro lado por el Capitolio. Al recinto se accedía mediante dos pequeñas puertas localizadas en el sureste y suroeste.
En las proximidades del foro se puede encontrar los vestigios de una Curia con sus gradas y estrado. También había un mercado y en torno a él diferentes tiendas.

### Construcciones de Ocio
Al suroeste podemos encontrar unas impresionantes termas romanas adornadas con mosaicos siguiendo los gustos de la época y la decoración de los espacios públicos romanos. Estas termas son denominadas termas de invierno y termas de verano.
Las Termas de Invierno se pueden datar a finales del siglo II o principios del siglo III. El complejo termal fue renovado en el 395 y 408.No obstante las termas se renovaron en una fecha posterior al 408 que no ha podido datarse. Esta construcción dejó de utilizarse a finales del siglo V o principios del siglo VI. Tenía tres piscinas. Dos piscinas fueron suprimidas en el siglo V y según algunos estudiosos como Yvon Thébert, el complejo termal contenía un espacio dedicado a las reuniones.
Las Termas de verano, están cercanas al foro y tienen una rica ornamentación. En sus proximades se encuentran unas letrinas.Fueron construidas a finales del siglo II o principios del siglo III. El complejo no es muy grande pero tampoco pequeño, por lo tanto, se considera que tiene una dimensión media comparado con otros complejos termales de la época El edificio fue restaurado en el año 361. Hay un debate entre los arqueólogos acerca de los diversos elementos que componen este complejo como es el caso de la Palestra de Petronio, de unas grandes letrinas sobre las termas, y sobre los elementos de acceso a las edificaciones.

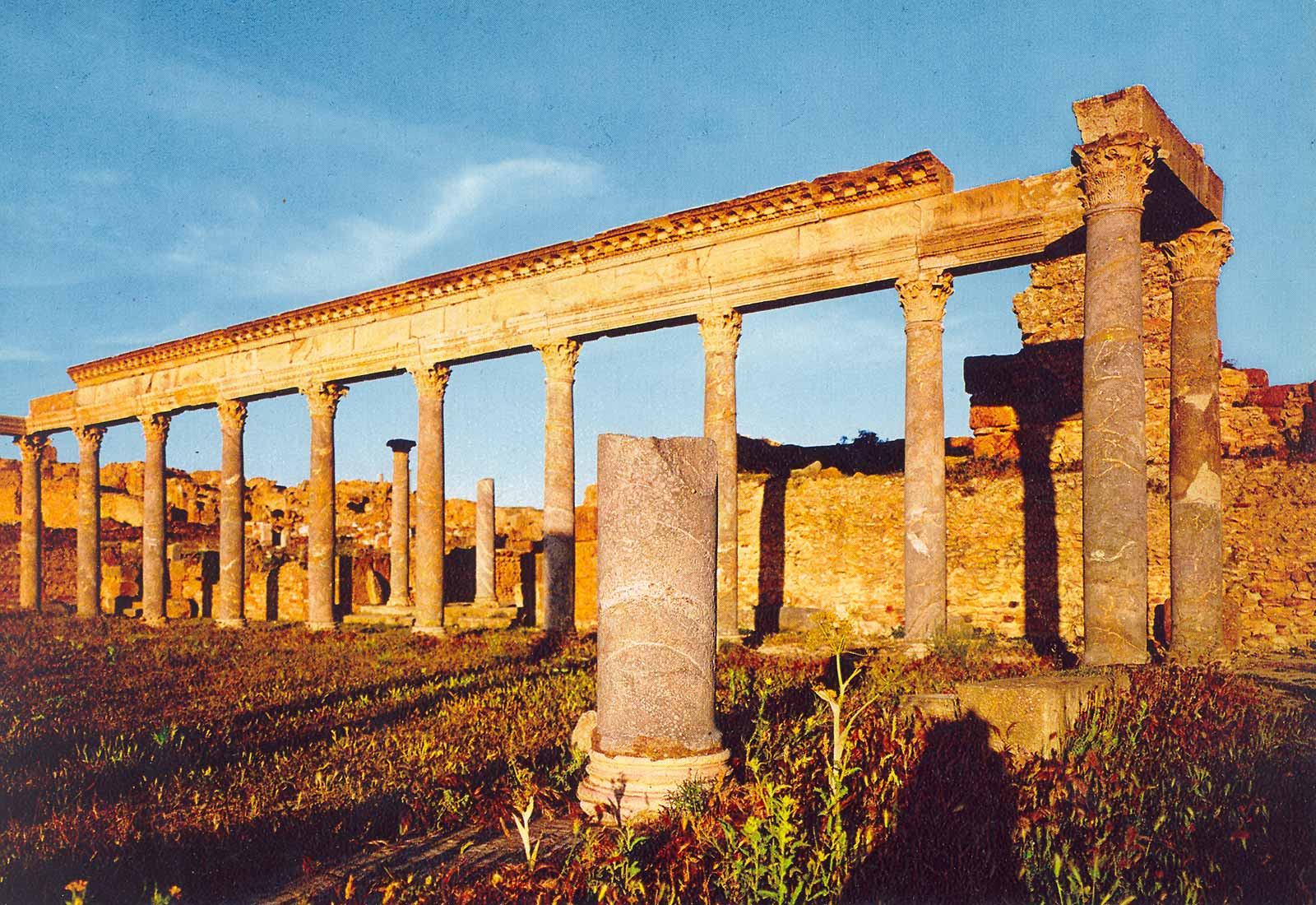
Palestra de Petronio en 1963

Situada al noreste de las Termas de verano, la Palestra ofertada por Petronio en el 225 estaba destinada a la práctica del deporte. Cerca de la Palestra se ha encontrado un bajorrelieve en el que podemos ver unas ménades danzando, que siguen los modelos clásicos del siglo I. Partes del edificio están seriamente deterioradas.
La disposición de las salas cálidas de las termas ha permitido distinguir el uso de estas edificaciones según la estación: Las salas cálidas están situadas en el norte en las Termas de verano, y en el sur en las Termas de Invierno. La ciudad disponía de otros complejos termales como es el caso de las Termas del Capitolio o las Termas del Laberinto.
Thuburbo Maius disponía de un Anfiteatro romano que se puede apreciar sobre el relive pero que no se ha conservado.

### Lugares de habitación

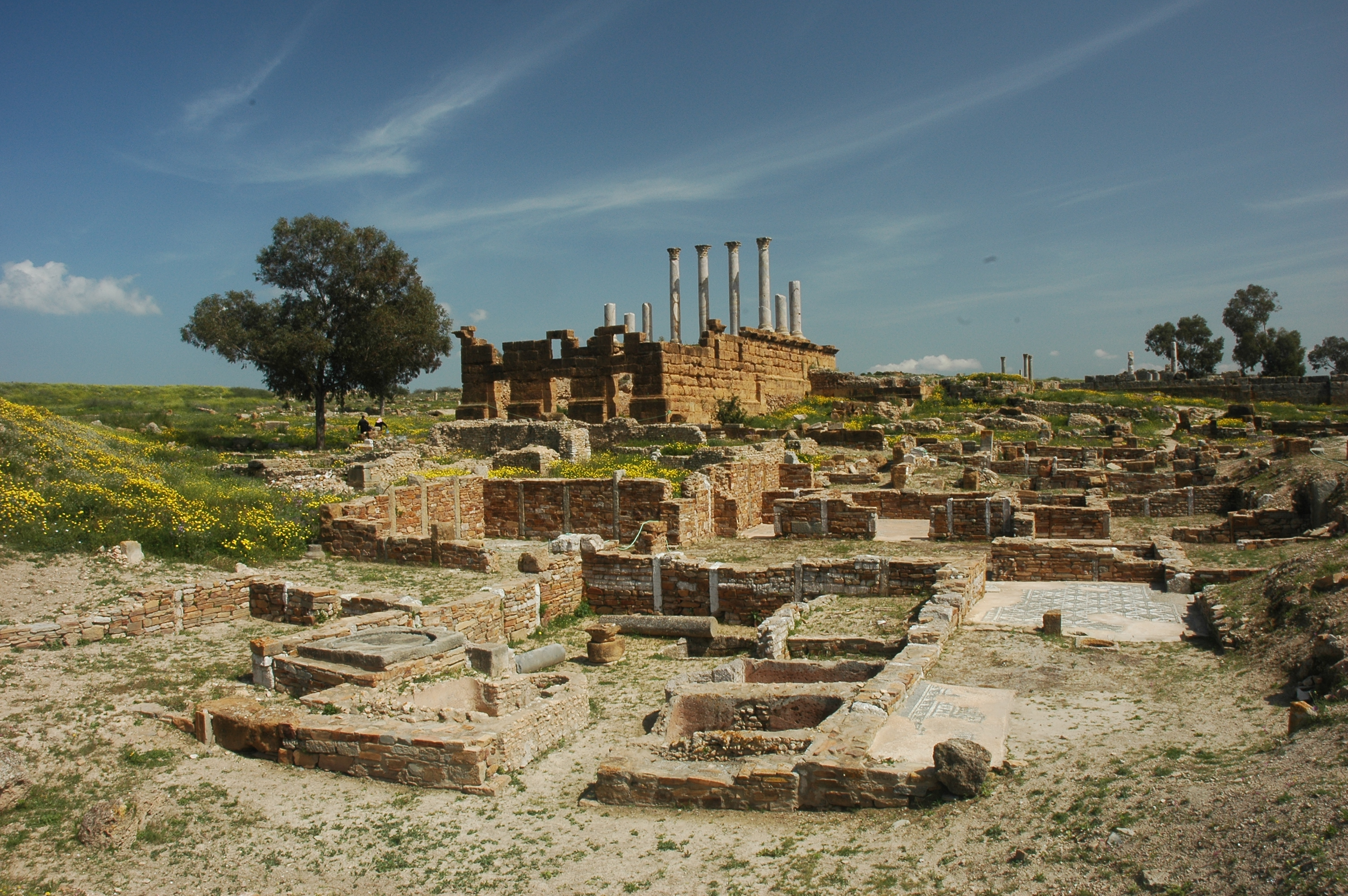
Instalación dedicada a la fabricación de aceite. Al fondo de puede observar el Capitolio

Los restos de viviendas privadas han sido menos estudiados que los edificios religiosos o públicos. Se conservan restos de unas veinte viviendas privadas. Los materiales de construcción son de origen local. Los arqueólogos han señalado que las clases altas vivían en los barrios occidentales de la ciudad, mientras que las clases populares estaban en el área septentrional, ya que allí se colocaban las instalaciones artesanales, en particular la ciudad estaba especializada en la fabricación de aceite. Cerca del foro se han encontrado viviendas muy lujosas, recubiertas de mosaicos de mármol y algunas poseían un sistema de calefacción.

## Descubrimientos realizados en el yacimiento

### Obras artísticas localizadas en el yacimiento

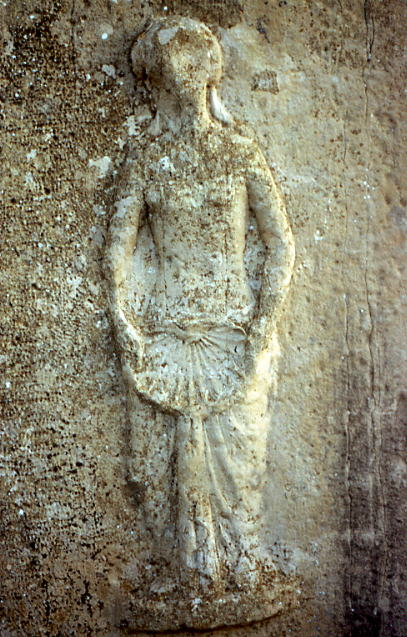
Bajorrelieve encontrado en el yacimiento

Podemos decir que el yacimiento de Thuburbo Maius ha sido muy investigado y bastante expoliado, no obstante podemos encontrar en el yacimiento un pequeño museo con obras artísticas relevantes.

### Obras y descubrimientos conservados en el Museo Nacional del Bardo
Los descubrimientos más sobresalientes se conservan en el Museo Nacional del Bardo en Túnez. Destaca una cabeza de 1,35 metros y 1,2 toneladas de una estatuta de Júpiter (mitología) que debía medir siete metros de alto. También se conservan numerosos mosaicos.
Destaca un naïskos de la primera mitad del siglo II a. C. Se ha encontrado una pequeña capilla dedicada a Demeter y según arqueólogos como Serge Lancel, es un ejemplo de templo de baja época púnica, con influjos del arte griego y oriental.

En el museo podemos encontrar diversos mosaicos cuya temática son los juegos del anfiteatro. Destaca un mosaico sobre los animales del anfiteatro datado en la segunda mitad del siglo IV y que tenía una finalidad conmemorativa y de patrocinio de un rico notable de la ciudad. La obra se puede encuadrar en la antigüedad tardía con elementos decorativos vegetales.
Podemos encontrar otros mosaicos en el museo. Podemos señalar un mosaico de un poeta trágico en absorta reflexión, que es datado a finales del siglo II y que algunos estudiosos identifican con Menandro, junto a él, aparecen dos máscaras de teatro. También destaca un mosaico que se denomina las Noches de Dioniso y Ariadna, en el que se nos relata las aventuras amorosas de Dioniso en tres registros.
El mosaico que se denomina Teseo y el Minotauro se puede datar a finales del siglo III. En este mosaico se representa la batalla final donde Teseo se dispone a cortar la cabeza al Minotauro. Este mosaico se complementa con escenas de monstruos marinos y naturaleza muerta. También en varios mosaicos podemos encontrar escenas de vida cotidiana, como escenas de caza a caballo con perros.
También hay mosaicos con escenas deportivas, como el mosaico de los púgiles en el que se nos muestra este deporte de una manera muy realista, ya que los luchadores poseen guantes y se observa como uno de ellos está sangrando. Este mosaico es del siglo III. También podemos observar el mosaico del Auriga vencendor, muy fragmentado, datado en el siglo IV, en el que se nos muestra a un auriga con una corona en una mano y en la otra la palma de la victoria.

## Galería de imágenes
|                                    |
| Naiskos. Museo Nacional del Bardo. |

|                                                                                                   |
| Cabeza de la estatua colosal de Júpiter encontrada cerca del Capitolio, Museo Nacional del Bardo. |

|                                                                              |
| Restos del pie de la estatua colosal de Júpiter encontrados en el Capitolio. |

| |
| Detalle de un mosaico de temática animal procedente de Thuburbo Maius conservado en el Museo del Bardo. |

|                                                                        |
| Detalle de mosaico de Thuburbo Maius conservado en el museo del Bardo. |

|                                  |
| Mosaico de Teseo y el Minotauro. |